# Âm nhạc thời kỳ Cổ điển
Thời kỳ cổ điển trong âm nhạc phương Tây thường được chấp nhận là bắt đầu vào khoảng năm 1730 và kéo dài cho tới 1820. Tuy nhiên, thuật ngữ âm nhạc cổ điển được sử dụng trong một ý nghĩa thông tục để mô tả một loạt các phong cách âm nhạc phương Tây từ thế kỷ 9 đến nay, và đặc biệt là từ thế kỷ 16 hoặc thế kỉ 17 đến thế kỷ 19. Bài viết này là về thời gian cụ thể 1750-1820.
Giai đoạn cổ điển nằm giữa Âm nhạc thời kỳ Baroque và Âm nhạc thời kỳ Lãng mạn. Những nhà soạn nhạc nổi tiếng trong thời này là Joseph Haydn, Wolfgang Amadeus Mozart, và Ludwig van Beethoven; những tên tuổi khác đáng được nhắc tới bao gồm Gioachino Rossini, Luigi Boccherini, Muzio Clementi, Antonio Soler, Antonio Salieri, François Joseph Gossec, Johann Stamitz, Carl Friedrich Abel, Carl Philipp Emanuel Bach, và Christoph Willibald Gluck. Ludwig van Beethoven thỉnh thoảng cũng được xem như là nhà soạn nhạc thời Lãng mạn hay trong thời kỳ chuyển tiếp sang nhạc thời Lãng mạn.
Franz Schubert cũng là một nhạc sĩ trong thời kỳ chuyển tiếp, tương tự như Johann Nepomuk Hummel, Mauro Giuliani, Friedrich Kuhlau, Fernando Sor, Luigi Cherubini, Jan Ladislav Dussek, và Carl Maria von Weber. Giai đoạn này đôi khi được gọi là kỷ nguyên Vienna Cổ điển, bởi vì một số nhà soạn nhạc như Wolfgang Amadeus Mozart, Joseph Haydn, Antonio Salieri và Ludwig van Beethoven đều có một thời gian làm việc ở Viên, hoặc như Franz Schubert sinh ra ở đó.

## Chủ nghĩa cổ điển
Vào giữa thế kỷ 18, châu Âu bắt đầu hướng tới một phong cách mới trong kiến trúc, văn học và nghệ thuật, thường được gọi là Cổ Điển. Trong khi vẫn liên kết chặt chẽ với văn hóa và chính trị với hình thức và sự nhấn mạnh về trình tự, hệ thống phân cấp, phong cách mới.
Phong cách này cũng được phát triển bởi những thay đổi trong trật tự kinh tế và cấu trúc xã hội. Vào thế kỷ 18, giới quý tộc đã trở thành những người bảo trợ chính của nhạc cụ và phát triển Opera. Điều này dẫn đến những thay đổi trong âm nhạc được thực hiện, quan trọng nhất trong số đó là sự thay đổi tiêu chuẩn các nhóm nhạc cụ.
Những thay đổi trong tình hình kinh tế cũng có tác động làm thay đổi sự cân bằng của lượng và chất lượng của các nhạc sĩ. Kết cấu đa âm không còn là trọng tâm chính của âm nhạc mà thay vào đó là một giai điệu duy nhất với phần đệm đi kèm, chú trọng nhiều hơn vào giai điệu. Việc đơn giản hóa các nhạc cụ được xem trọng, sử dụng các nhịp điệu đặc trưng cho các mục đích khác nhau và quan trọng hơn là việc thiết lập và thống nhất các giai điệu.

## Đặc điểm chính
Âm nhạc thời kì cổ điển có kết cấu nhẹ hơn và đơn giản hơn so với Âm nhạc thời kỳ Baroque  Tính đa dạng và tương phản ngày càng trở nên rõ rệt hơn trước cùng với sự thay đổi phổ biến thường xuyên về âm sắc, giai điệu có xu hướng ngắn hơn và nhịp điệu rõ ràng hơn.
Dàn nhạc đã tăng kích cỡ và phạm vi, đàn Harpsichord dần được thay thế bởi đàn Piano và từ đây nhạc cụ này ngày càng trở nên phổ biến, thông dụng hơn.
Các thể loại được phát triển mạnh mẽ trong giai đoạn này là sonata, Tam tấu đàn dây, Tứ tấu đàn dây, Giao hưởng, concerto, Dạ khúc và Divertimento.

## Các nhạc cụ chính thường được sử dụng
- Bộ dây: Violin, Viola, Cello, Contrabass
- Bộ gỗ: Basset clarinet, Basset horn, Clarinette d'amour, Classical clarinet, Chalumeau
- Bộ đồng: Buccin, Ophicleide.
- Bộ dây phím: Clavichord, Piano, Harpsichord